# A Bofetada
A Bofetada é uma peça teatral brasileira da Cia Baiana de Patifaria e dirigida pelo diretor Fernando Guerreiro. Tem sido estrelada por Lelo Filho, Jarbas Oliver, Nilson Rocha e Alexandre Moreira. Estreou em 1988 no Teatro Castro Alves, em Salvador. Com diversas mudanças no elenco e no roteiro ao longo de mais de 30 anos em exibição, apresenta-se em diversos teatros e centros de cultura pela Bahia e pelo Brasil.
A peça é uma comédia totalmente interativa em que há apenas atores masculinos e que se vestem de mulher em diversas personagens diferentes. Apesar de haver largas variações no texto e no roteiro para refletir atualidades e o local onde a peça está sendo apresentada, mantém-se claramente uma divisão em três segmentos, arbitrariamente denominados: "O Calcanhar de Aquiles", "A Atriz e o Ponto", e "Fanta e Pandora".